# Goutte de lait de la Compagnie des mines de Marles
La Goutte de lait destinée à recevoir la visite des femmes enceintes ainsi que des nouveau-nés était un dispensaire de la Compagnie des mines de Marles, aujourd'hui propriété de la commune d'Auchel, bâti près de la fosse no 5 - 5 bis - 5 ter.

## Histoire
Inspiré  par l'initiative de Léon Dufour à Fécamp, Firmin Rainbeaux, président de la Compagnie des mines de Marles fonde au début du XXe siècle, la Goutte de lait à Auchel.
Les plans du bâtiment, en forme de T renversé, sont l'œuvre de Charles Fournier : les façades et toitures font l’objet d’une inscription au titre des monuments historiques depuis le 18 décembre 2009.

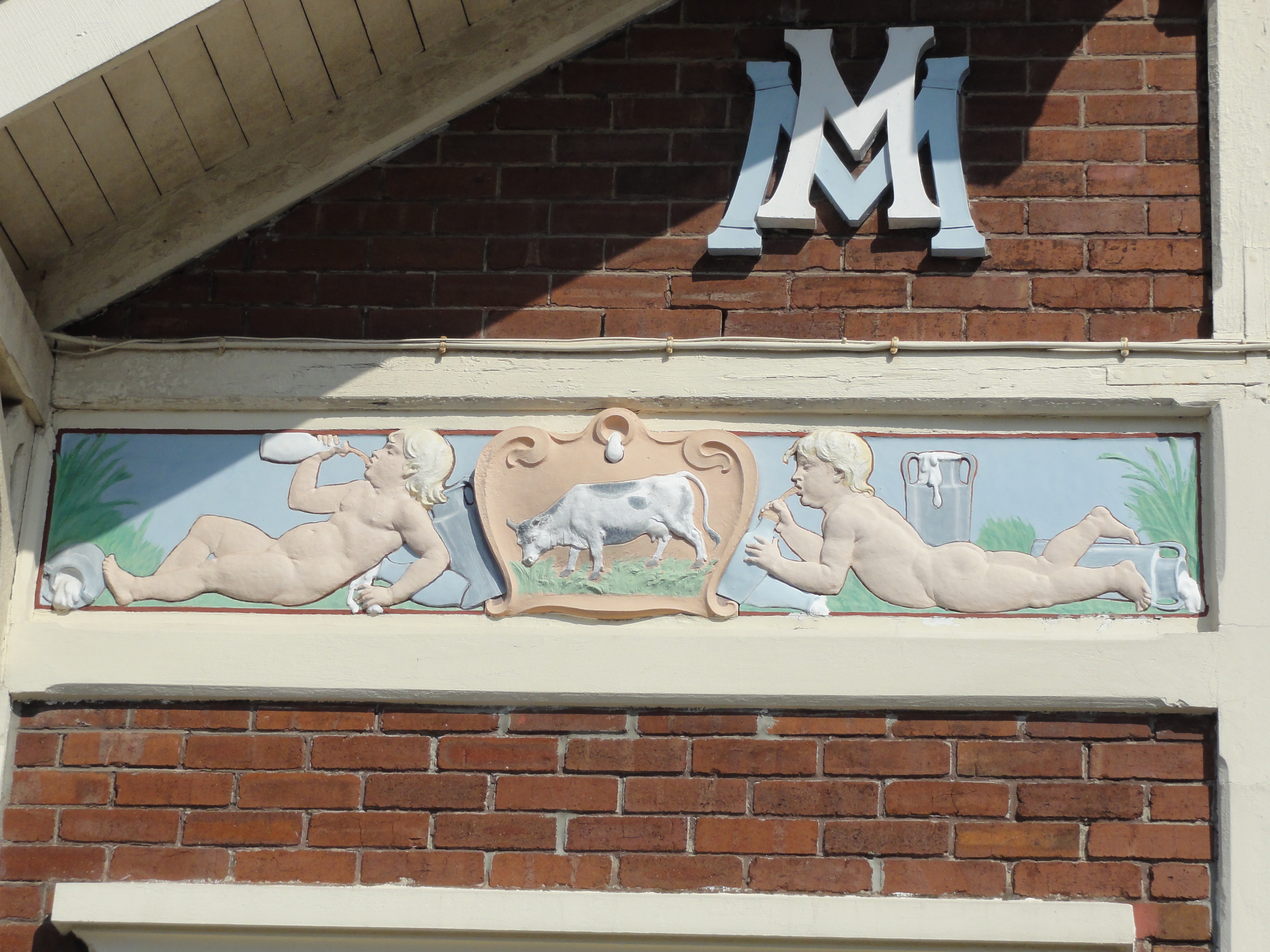
Détail de la façade avant.
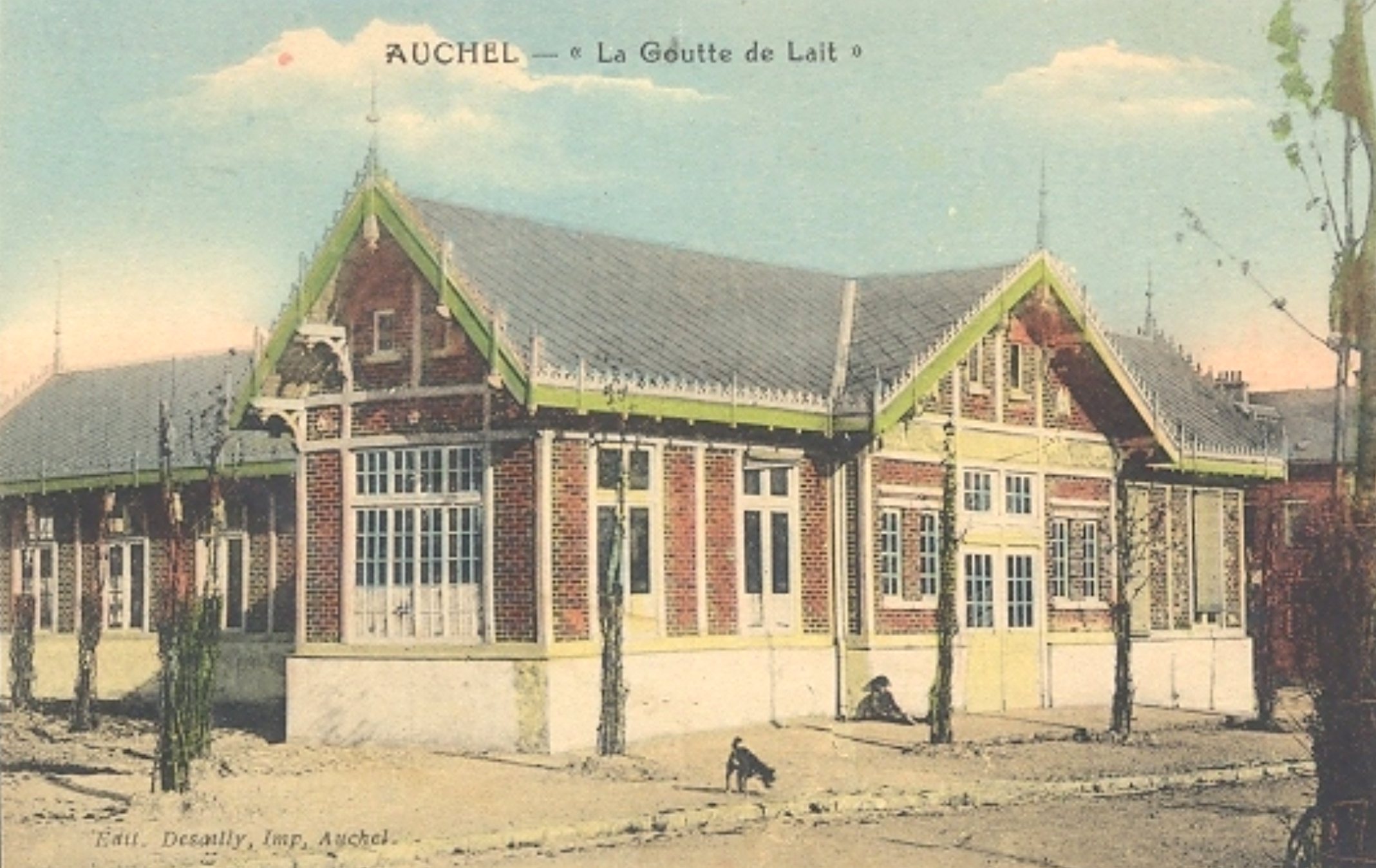
Vers 1920-1930.

## Inscription sur la liste du patrimoine de l'Unesco
Lors de la trente-sixième session du comité du patrimoine mondial, qui s'est tenu du 24 juin au 6 juillet 2012 à Saint-Pétersbourg, le site no 103, la Goutte de lait, est inscrite au Patrimoine